# جون دونالد روب
جون دونالد روب (بالإنجليزية: John Donald Robb)‏ هو مختص في الموسيقى العرقية ‏ ومحامي وملحن أمريكي، ولد في 12 يونيو 1892، وتوفي في 6 يناير 1989.

## وصلات خارجية
- جون دونالد روب على موقع ميوزك برينز (الإنجليزية)
- جون دونالد روب على موقع ديسكوغز (الإنجليزية)